# Giovanni Francesco Mocenigo
Giovanni Francesco Mocenigo (Venecia, 5 de julio de 1558 - Venecia, 6 de abril de 1607) fue un político veneciano.
Seguidor de Giordano Bruno, invitó al filósofo, entonces en Fráncfort (Alemania) a vivir en Venecia (Italia) con él. Bruno aceptó y fue recibido por Mocenigo en 1591. Queriendo Bruno volver a Alemania para imprimir sus propias obras y Mocenigo no logrando retenerlo, el noble se opuso enérgicamente y en mayo de 1592 lo señaló como hereje ante el tribunal de la Inquisición.